# Usagre
Usagre je španělská obec situovaná v provincii Badajoz (autonomní společenství Extremadura).

## Poloha
Obec je vzdálena 21 km od města Llerena, 77 km od Méridy a 99 km od města Badajoz. Patří do okresu Campiña Sur a soudního okresu Llerena.

## Historie
V roce 1834 se obec stává součástí soudního okresu Fuente de Cantos. V roce 1842 čítala obec 370 usedlostí a 1440 obyvatel.

## Odkazy

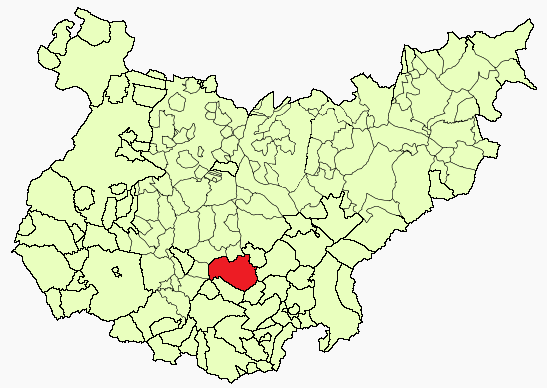
Poloha obce v provincii Badajoz

## Demografie
| Populace obce Usagre z let (1842–2010) | Populace obce Usagre z let (1842–2010) | Populace obce Usagre z let (1842–2010) | Populace obce Usagre z let (1842–2010) | Populace obce Usagre z let (1842–2010) | Populace obce Usagre z let (1842–2010) | Populace obce Usagre z let (1842–2010) | Populace obce Usagre z let (1842–2010) | Populace obce Usagre z let (1842–2010) | Populace obce Usagre z let (1842–2010) | Populace obce Usagre z let (1842–2010) | Populace obce Usagre z let (1842–2010) | Populace obce Usagre z let (1842–2010) | Populace obce Usagre z let (1842–2010) | Populace obce Usagre z let (1842–2010) | Populace obce Usagre z let (1842–2010) | Populace obce Usagre z let (1842–2010) | Populace obce Usagre z let (1842–2010) |
| -------------------------------------- | -------------------------------------- | -------------------------------------- | -------------------------------------- | -------------------------------------- | -------------------------------------- | -------------------------------------- | -------------------------------------- | -------------------------------------- | -------------------------------------- | -------------------------------------- | -------------------------------------- | -------------------------------------- | -------------------------------------- | -------------------------------------- | -------------------------------------- | -------------------------------------- | -------------------------------------- |
| 1842                                   | 1857                                   | 1860                                   | 1877                                   | 1887                                   | 1897                                   | 1900                                   | 1910                                   | 1920                                   | 1930                                   | 1940                                   | 1950                                   | 1960                                   | 1970                                   | 1981                                   | 1991                                   | 2001                                   | 2010                                   |
| 1 440                                  | 2 179                                  | 2 382                                  | 2 186                                  | 2 785                                  | 2 711                                  | 2 821                                  | 3 152                                  | 3 393                                  | 3 822                                  | 3 958                                  | 5 006                                  | 4 178                                  | 3 407                                  | 2 926                                  | 2 123                                  | 2 044                                  | 1 963                                  |